# Bourzanga (Burkina Faso)
Pour les articles homonymes, voir Bourzanga.
Pour le département et la commune rurale, voir Bourzanga (département).
Bourzanga est le village chef-lieu du département et la commune rurale de Bourzanga, situé dans la province du Bam et la région du Centre-Nord, au Burkina Faso. 

## Géographie

### Localisation
Le village est traversé par la route nationale 22.

### Climat
Bourzanga est doté d'un climat de steppe sec et chaud, de type BSh selon la classification de Köppen, avec des moyennes annuelles de 28,2 °C pour la température et de 537 mm pour les précipitations.

## Démographie
Lors du recensement de 2006, on y a dénombré 7 235 habitants. 

## Culture
Le 9 avril 1996, un dossier de candidature a été déposé auprès de l'UNESCO, en vue de l'inscription sur la liste du patrimoine mondial des nécropoles de Bourzanga. L'ensemble comprend d'une part les nécropoles à jarre dogon et d'autre part la nécropole royale à stèles kurumba.